# Sebastiano del Piombo
(Luigi Lanzi, Storia pittorica della Italia, Bassano, 1809)
Sebastiano Luciani, detto in tarda età Sebastiano del Piombo (Venezia, 1485 – Roma, 21 giugno 1547), è stato un pittore italiano.

## Biografia

### A Venezia

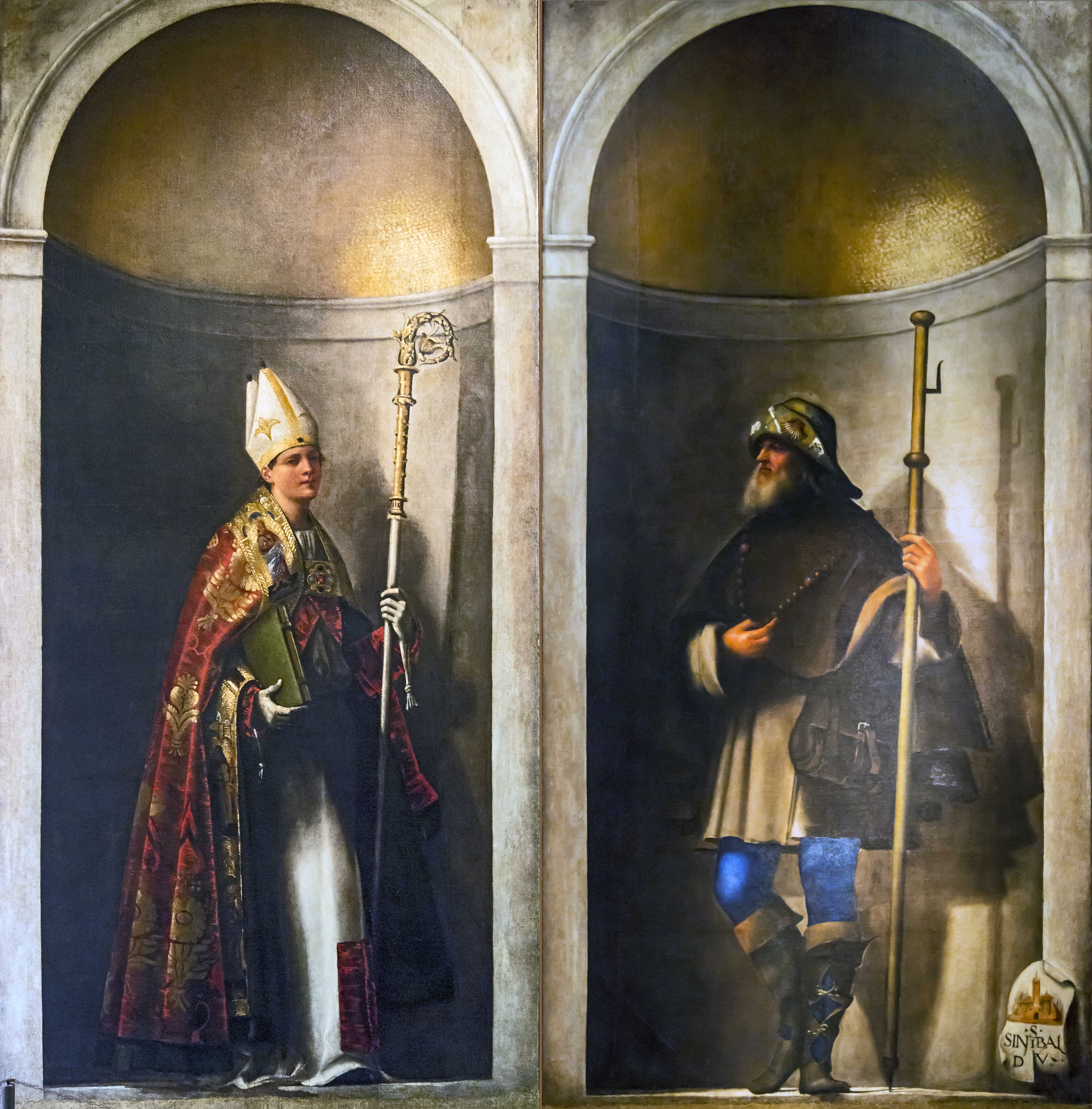
Ante d'organo con santi aperte, Gallerie dell'Accademia, Venezia

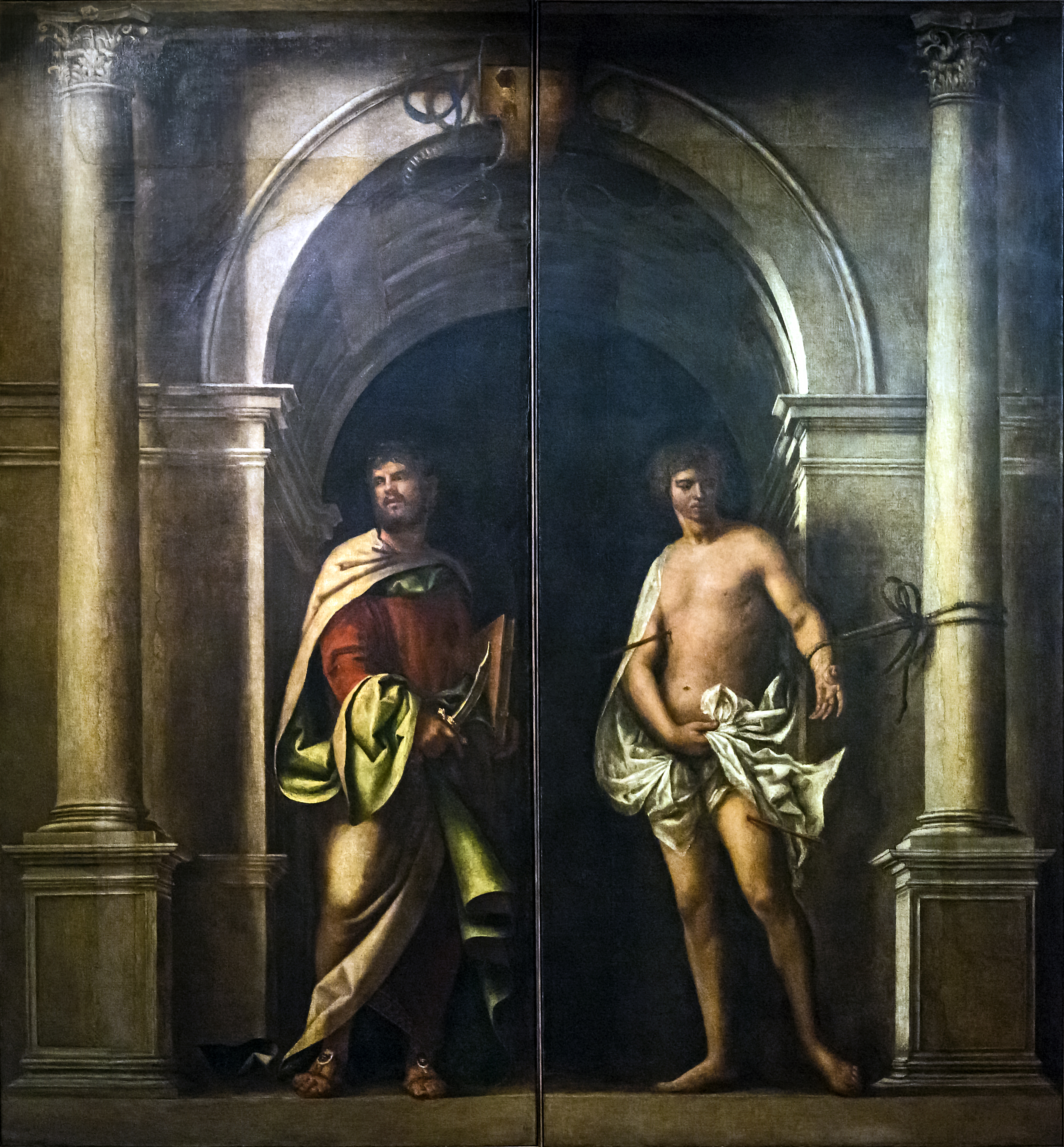
Ante d'organo con santi chiuse, Gallerie dell'Accademia, Venezia

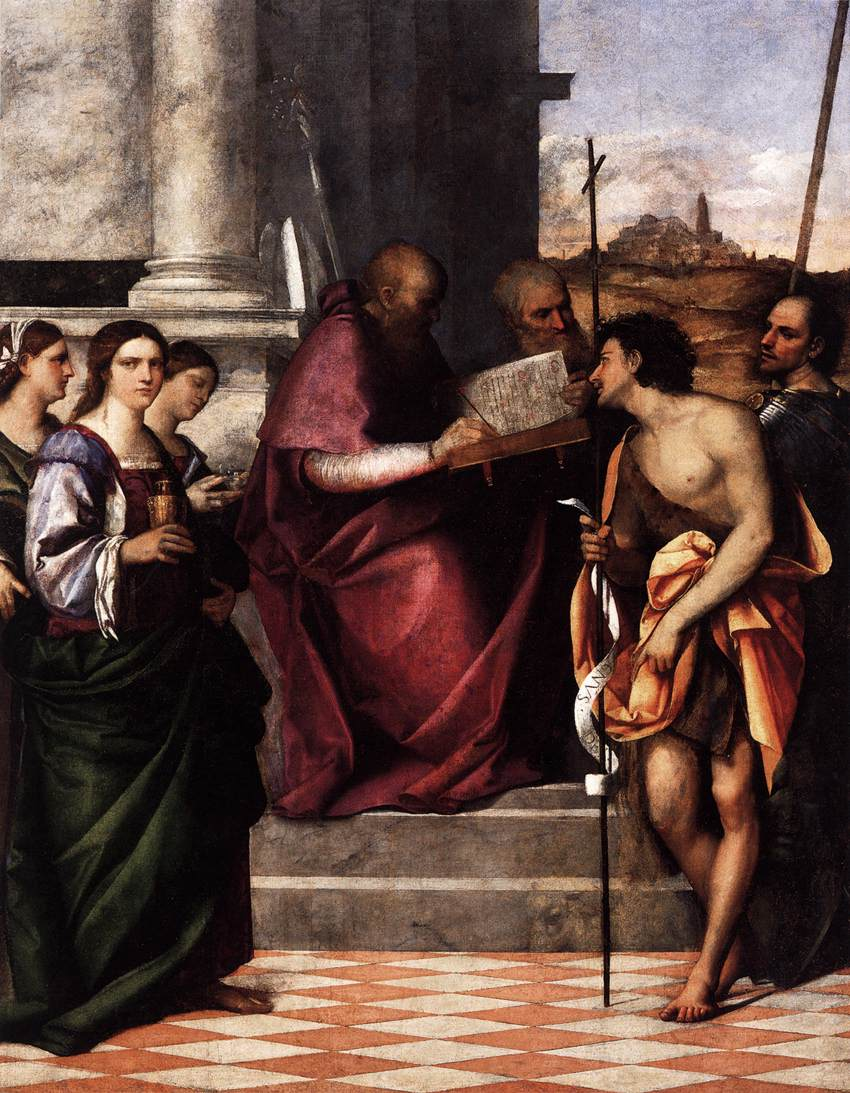
Pala di San Giovanni Crisostomo, 1511 circa, chiesa di San Crisostomo, Venezia

Figlio di Luciano Luciani, nacque a Venezia verso il 1485, secondo la testimonianza di Vasari, che lo dice morto a sessantadue anni nel 1547. Ancora il Vasari, che resta la principale fonte di informazione sulla sua vita, riportò che appartenne a una famiglia abbastanza agiata e che la sua prima professione fu quella di musicista, «perché oltre al cantare si dilettò molto di sonar varie sorti di suoni, ma sopra il tutto il liuto, per sonarsi in su quello stromento tutte le parti senz'altra compagnia [...] Venutagli poi voglia, essendo ancor giovane, d'attendere alla pittura, apparò i primi principii da Giovan Bellino allora vecchio. E doppo lui, avendo Giorgione da Castelfranco messi in quella città i modi della maniera moderna, più uniti e con certo fiammeggiare di colori, Sebastiano si partì da Giovanni e si acconciò con Giorgione, col quale stette tanto che prese in gran parte quella maniera».
Se appare credibile un suo primo apprendistato agli inizi del secolo in quella che allora era la più importante bottega veneziana, quella dell'anziano Bellini, più difficile da comprovare è l'attendibilità della notizia di un alunnato presso Giorgione, sul quale non vi è certezza che abbia tenuto una vera e propria bottega, capace di influenzare lo svolgimento artistico cittadino: può anche darsi che Vasari abbia voluto calcare questa notizia per dare al Luciani una "patente" di appartenenza alla maniera moderna. Una possibile conferma di un rapporto diretto tra i due artisti si ha comunque in una notizia di Marco Antonio Michiel, che ricorda la tela dei Tre filosofi, vista presso Taddeo Contarini nel 1525, come iniziata da Giorgione e "et finita da Sebastiano Venitiano", anche se è oltremodo difficile all'occhio moderno scorgere più mani in tale lavoro.
Nel Ritratto di giovane donna di Budapest, del 1508 circa, se i riferimenti a Giovanni Bellini e al Giorgione consistono, rispettivamente, nello scalare i piani della rappresentazione e nell'osservazione precisa dell'epidermide, si mostra la caratteristica del Luciani: il contrappuntare gli elementi della composizione, qui mettendo in relazione gli opposti moti del braccio e della testa.
Tra il 1508 e il 1509 dovrebbe aver realizzato le due ante d'organo a doppia faccia per la chiesa di San Bartolomeo di Rialto, commissionate da Alvise Ricci, vicario della chiesa dal 1507 al 1509, con una probabile partecipazione anche della nazione tedesca che frequentava quella chiesa (da cui la presenza di san Sinibaldo, patrono di Norimberga: in esse si vedono la fusione di colore e spazio di Giorgione e l'esaltazione delle forme potentemente costruite già in sintonia con le conquiste del primo classicismo tosco-romano.
Gusto antiquario e accento sulla resa di spazio e volume si leggono anche nell'incompiuto Giudizio di Salomone a Kingston Lacy (Wimborne Minster, Dorsetshire, collezione Bankes), databile al 1505-1510 e forse commissionato da Andrea Loredan.
Al 1510 datò la tavola della Salomé della National Gallery di Londra, mentre tra il 1510 e il 1511 realizzò la Pala di San Giovanni Crisostomo, commissionata per testamento, il 13 aprile 1509, da Caterina Contarini Morosini, affinché fosse eseguita dopo la morte del marito Nicolò, deceduto nel 1510. La struttura compositiva dell'opera appare estranea alle intenzioni di Giorgione, non interessato a legare le figure in composizioni armoniche, in «masse articolate, serrate nella loro complessità, ma individuate in un movimento potenziale», come qui è mostrato nel rapporto contrappuntato fra i due santi a destra, il Battista e Liberale. Un'altra sostanziale differenza sta nella creazione di uno spazio unitario e grandioso, tratto che lo differenzia da Giorgione, impegnato piuttosto nello sviluppo di un nuovo rapporto con la natura. Inoltre la datazione del testamenti dei committenti (in particolare quelli di Nicolò, datati fra 4 e 18 maggio 1510) fugano la presenza di Giorgione, morto nell'ottobre 1510, al quale sarebbe rimasto ormai pochissimo tempo per prendere parte all'impresa considerando anche quanto bisognasse attendere per attingere ai crediti di un lascito testamentario ed allestire il lavoro per una pala di grandi dimensioni. La novità della composizione è nell'esclusione della visione frontale delle pale tradizionali e, a giudizio del Lucco, nel tono dimesso e sereno delle figure inserite in un pacato paesaggio crepuscolare: Crisostomo, addirittura, ha deposto mitria e pastorale e legge tranquillamente.

### A Roma
Nella primavera del 1511 «spargendosi la fama delle virtù di Sebastiano, Agostino Chigi sanese, ricchissimo mercante, il quale in Vinegia avea molti negozii, sentendo in Roma molto lodarlo, cercò di condurlo a Roma, piacendogli oltre la pittura che sapesse così ben sonare di liuto e fosse dolce e piacevole nel conversare. Né fu gran fatica condurre Bastiano a Roma, perché, sapendo egli quanto quella patria comune sia sempre stata aiutatrice de' begl'ingegni, vi andò più che volentieri. Andatosene dunque a Roma, Agostino lo mise in opera e la prima cosa che gli facesse fare furono gl'archetti che sono in su la loggia, la quale risponde in sul giardino dove Baldassarre Sanese aveva, nel palazzo d'Agostino in Trastevere, tutta la volta dipinta; nei quali archetti Sebastiano fece alcune poesie di quella maniera ch'aveva recato da Vinegia, molto disforme da quella che usavano in Roma i valenti pittori di que' tempi».
Sono le lunette affrescate nella villa della Farnesina con soggetti mitologici, tratti dalle Metamorfosi di Ovidio: Tereo insegue Filomela e Progne, Aglauro ed Erse, Dedalo e Icaro, Giunone, Scilla taglia i capelli a Niso, la Caduta di Fetonte, Borea rapisce Orizia, Zefiro e Flora che sono certamente conclusi nel gennaio 1512; Una Testa gigantesca è invece attribuita a Baldassarre Peruzzi. Mesi dopo aggiunse un Polifemo sotto la lunetta del Dedalo e Icaro. Al tema dell'aria delle scene mitologiche ben si adattò l'immediatezza disegnativa (ottenuta senza nemmeno ricorrere a cartoni) e la squillante chiarezza di colorito. In meno di un anno, entro il 27 gennaio 1512, l'opera era stata conclusa. Nel Polifemo, leggermente posteriore, invece è presente già una muscolarità che tradisce l'interesse verso le opere di Michelangelo.
Del 1512 è il ritratto degli Uffizi e il Ritratto del cardinale Ferry Corondolet e del suo segretario di Madrid; qui, se l'impostazione del personaggio è raffaellesca, l'atmosfera che promana dal paesaggio dorato e dalle costruzioni nel fondo è veneta.
A questo periodo risale anche la Morte di Adone degli Uffizi, in cui grandi figure, marcatamente plastiche, coesistono un panorama di Venezia al tramonto di notevole delicatezza.

### L'amicizia di Michelangelo

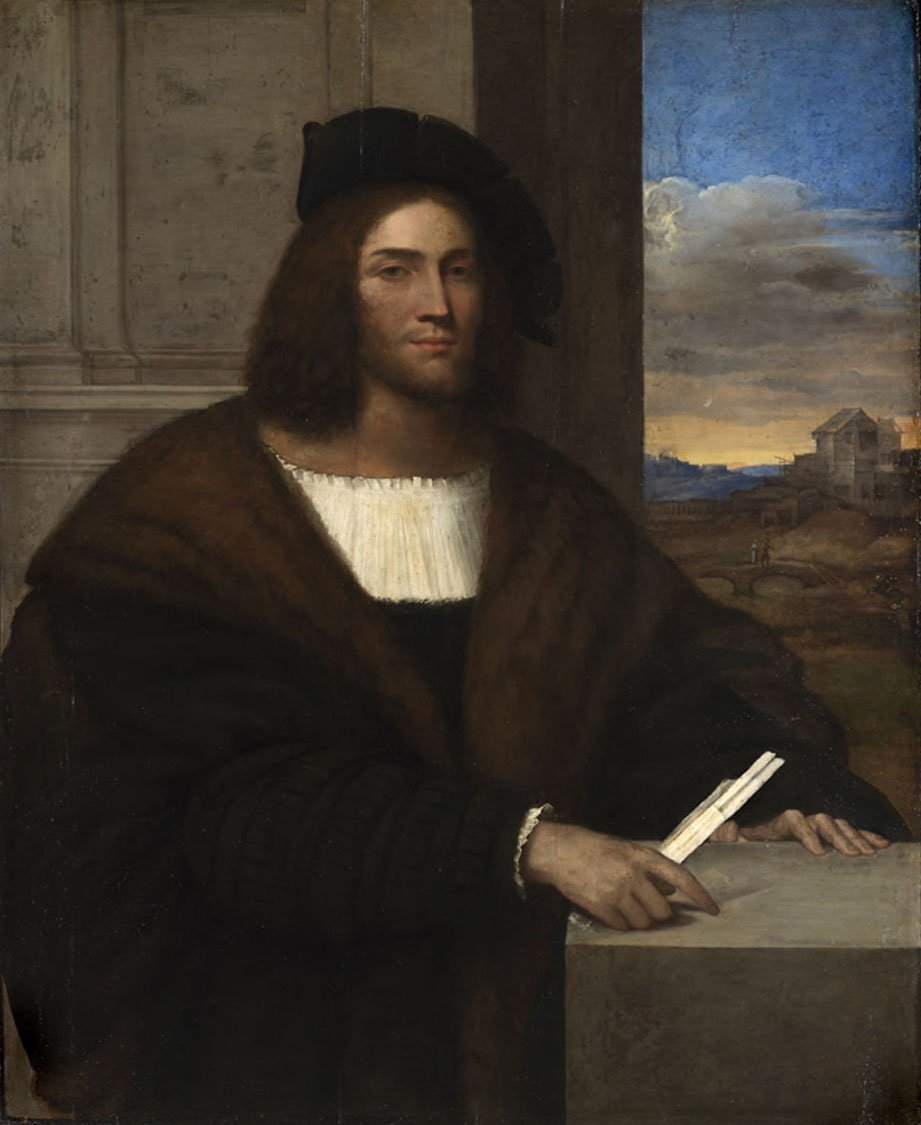
Ritratto d'uomo, Budapest, Szépmuvészeti Museum, ca 1515

Il Ritratto d'uomo, nel Museo di Belle Arti di Budapest dal 1895, allora attribuito a Raffaello e per questo motivo pagato una somma enorme, se mantiene la sintesi compositiva fra scuola romana e veneta, mostra la tendenza in atto nella ritrattistica del Luciani alla semplificazione nei particolari e nella stesura cromatica.
In questo periodo Sebastiano strinse un'amicizia con Michelangelo, inserendosi, suo malgrado, nella rivalità che si andava accendendo in quegli anni tra il Buonarroti e Raffaello, artisti di punta alla corte papale: «Molti artefici che più aderivano alla grazia di Raffaello che alla profondità di Michelagnolo, erano divenuti, per diversi interessi, più favorevoli nel giudizio a Raffaello che a Michelagnolo. Ma non già era de' seguaci di costoro Sebastiano perché, essendo di squisito giudizio, conosceva a punto il valore di ciascuno. Destatosi dunque l'animo di Michelagnolo verso Sebastiano, perché molto gli piaceva il colorito e la grazia di lui, lo prese in protezione, pensando che se egli usasse l'aiuto del disegno in Sebastiano, si potrebbe con questo mezzo, senza che egli operasse, battere coloro che avevano sì fatta openione, et egli sotto ombra di terzo giudicare quale di loro fusse meglio».

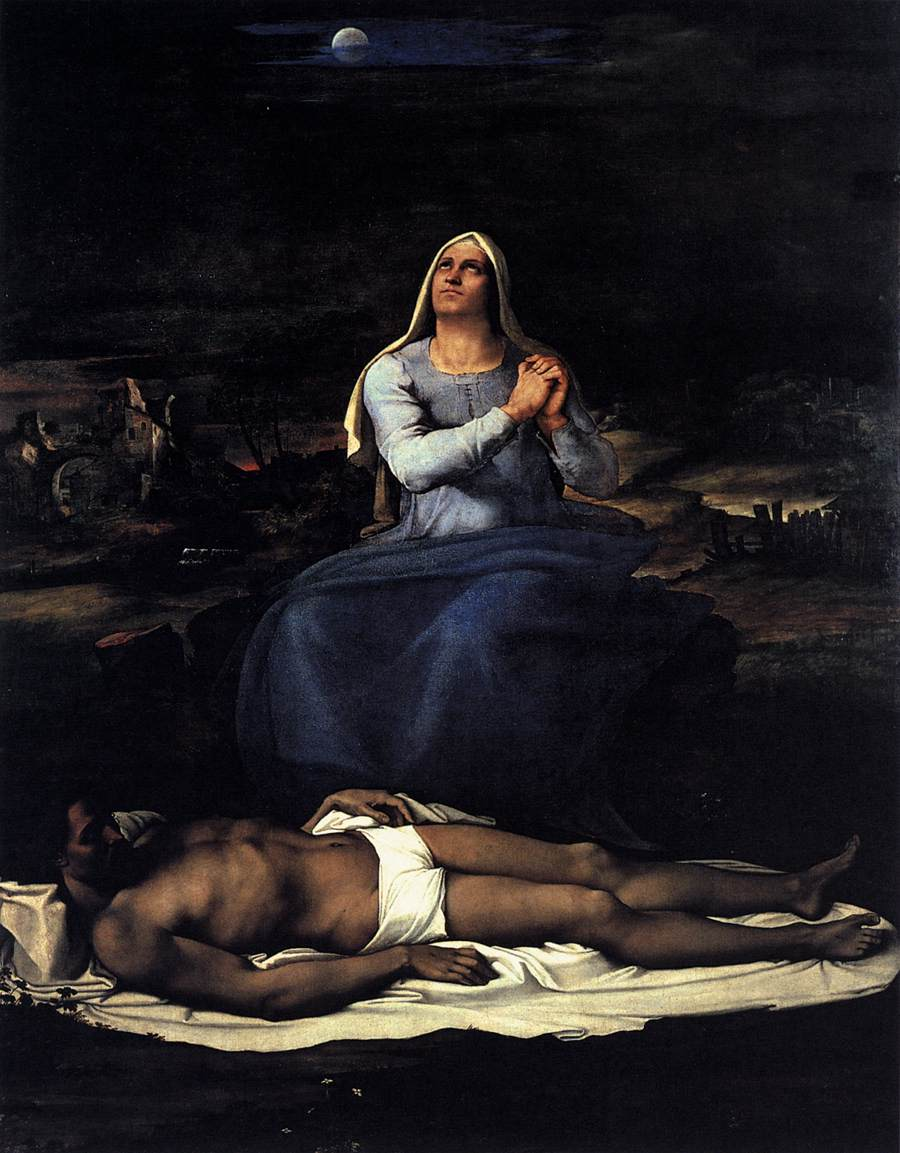
Pietà - Viterbo, Museo dei Portici

Collocata entro il 1516, su un altare della chiesa viterbese di San Francesco - ora nel Museo dei portici di Viterbo - è la Pietà di cui il Vasari afferma che «fu con molta diligenza finito da Sebastiano, che vi fece un paese tenebroso molto lodato, l'invenzione però ed il cartone fu di Michelangelo»: si tratterebbe dunque della prima opera di collaborazione tra i due artisti, in cui Michelangelo fornisce il cartone, messo in opera poi dal veneto. Traspare nel dipinto, certamente il capolavoro di Sebastiano, spoglio, severo e quasi arcaico, «la solitudine senza speranza che separa la Madre impietrita e il Figlio morto, ed entrambi da un Dio Padre addirittura nullificato dall'audacissima idea [...] di prolungare oltre il momento evangelico della morte sulla croce le tenebre sul mondo».
La scena notturna, la prima a scala monumentale della storia dell'arte italiana, risulta una felice sintesi fra la cultura veneziana del Luciani e del suo maestro Giorgione e l'istanza di una nuova invenzione iconografica; per la prima volta infatti è rappresentata la scena della veglia pasquale dove è presente la luna piena cui si rivolge Maria, non solo madre dolente, ma anche figura della Chiesa.
Nello stesso anno ricevette dal mercante Pierfrancesco Borgherini, che aveva apprezzato la sua Pietà, la commissione della decorazione della sua cappella nella chiesa romana di San Pietro in Montorio; il 9 agosto Sebastiano chiese un disegno per il suo lavoro a Michelangelo che glielo inviò la settimana seguente. La realizzazione degli affreschi si dilatò poi negli anni seguenti, per l'arrivo di una commissione assai più prestigiosa che riconfigurò la priorità del suo lavoro.

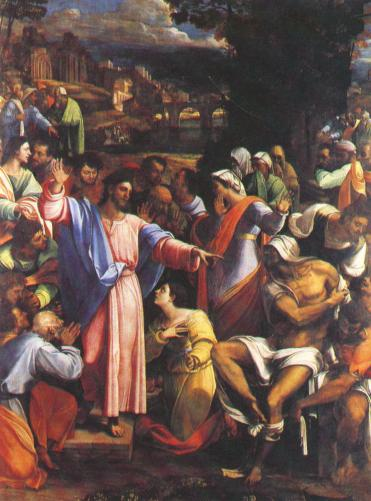
Resurrezione di Lazzaro, 1519, Londra, National Gallery

### La sfida con Raffaello
Verso la metà del secondo decennio il suo stile divenne la più valida alternativa a quello di Raffaello e la competizione con l'Urbinate si fece esplicita: alla fine del 1516 il cardinale Giulio de' Medici commissionò due pale d'altare per la sua sede vescovile di Narbonne, una a Raffaello, che eseguirà la Trasfigurazione e l'altra a Sebastiano, che concluse nel 1519 la Resurrezione di Lazzaro, ora alla National Gallery di Londra.
La corrispondenza di Leonardo Sellaio con Michelangelo riporta alcuni termini della competizione: nel gennaio del 1517 scriveva che Raffaello metteva «sottosopra el mondo perché lui non la faccia per non venire a paraghoni»; a settembre scrive che Sebastiano «fa miracholi di modo che ora mai si può dire abbia vinto»; Raffaello non aveva neanche cominciato la sua tavola e nel luglio del 1518 Sebastiano scrisse a Michelangelo di aver rallentato il lavoro perché «non voglio che Rafaello veda la mia in sino lui non ha fornita la sua». Finita nel maggio 1519, l'opera fu esposta nel Palazzo vaticano una prima volta a dicembre «con grande sua laude et di tutti et del Papa» e ancora, il 12 aprile 1520, a confronto con l'incompiuta Trasfigurazione di Raffaello, morto sei giorni prima.

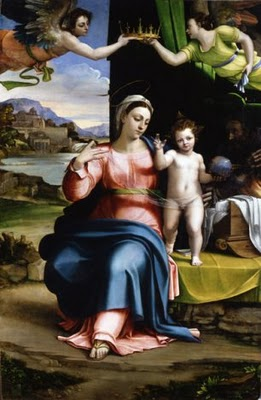
Sacra Famiglia, circa 1520, cattedrale di Burgos.

Come dice il Vasari, «fu contrafatta e dipinta con diligenza grandissima, sotto ordine e disegno in alcune parti di Michelagnolo». La composizione si sviluppa in due flussi di figure disposte diagonalmente e si apre su un paesaggio che, se allude a una Roma di fantasia, richiama ancora, ma con un fare più aspro, le vedute giorgionesche. Se alcune monumentali figure si riferiscono al Buonarroti, l'alterno variare di colori freddi e caldi e il senso atmosferico, che dà severità alla scena, sono essenzialmente di Sebastiano.
Lunghe furono anche le trattative per il pagamento: degli iniziali 1000 ducati richiesti da Sebastiano, si arrivò a 800 solo grazie all'arbitrato di Michelangelo.
Il 6 aprile 1520 morì dunque Raffaello: Sebastiano comunicò la notizia il 12 aprile a Michelangelo, raccomandandosi per ottenere la decorazione della Sala dei Pontefici in Vaticano che tuttavia non ottenne. Accettò allora la commissione di una tavola e di completare la decorazione della cappella Chigi in Santa Maria del Popolo, sotto le figure di Raffaello, ma Sebastiano, temendo il confronto, indugiò finché gli eredi di Agostino Chigi si stancarono: «E così allogata a Francesco Salviati la tavola e la cappella, egli la condusse in poco tempo a quella perfezione che mai non le poté dare la tardità e l'irresoluzione di Sebastiano, il quale, per quello che si vede, vi fece poco lavoro, se bene si trova ch'egli ebbe dalla liberalità d'Agostino e degli eredi molto più che non se gli sarebbe dovuto quando l'avesse finita del tutto; il che non fece, o come stanco dalle fatiche dell'arte, o come troppo involto nelle commodità et in piaceri». In dicembre gli nacque il figlio Luciano cui Michelangelo fece da padrino.

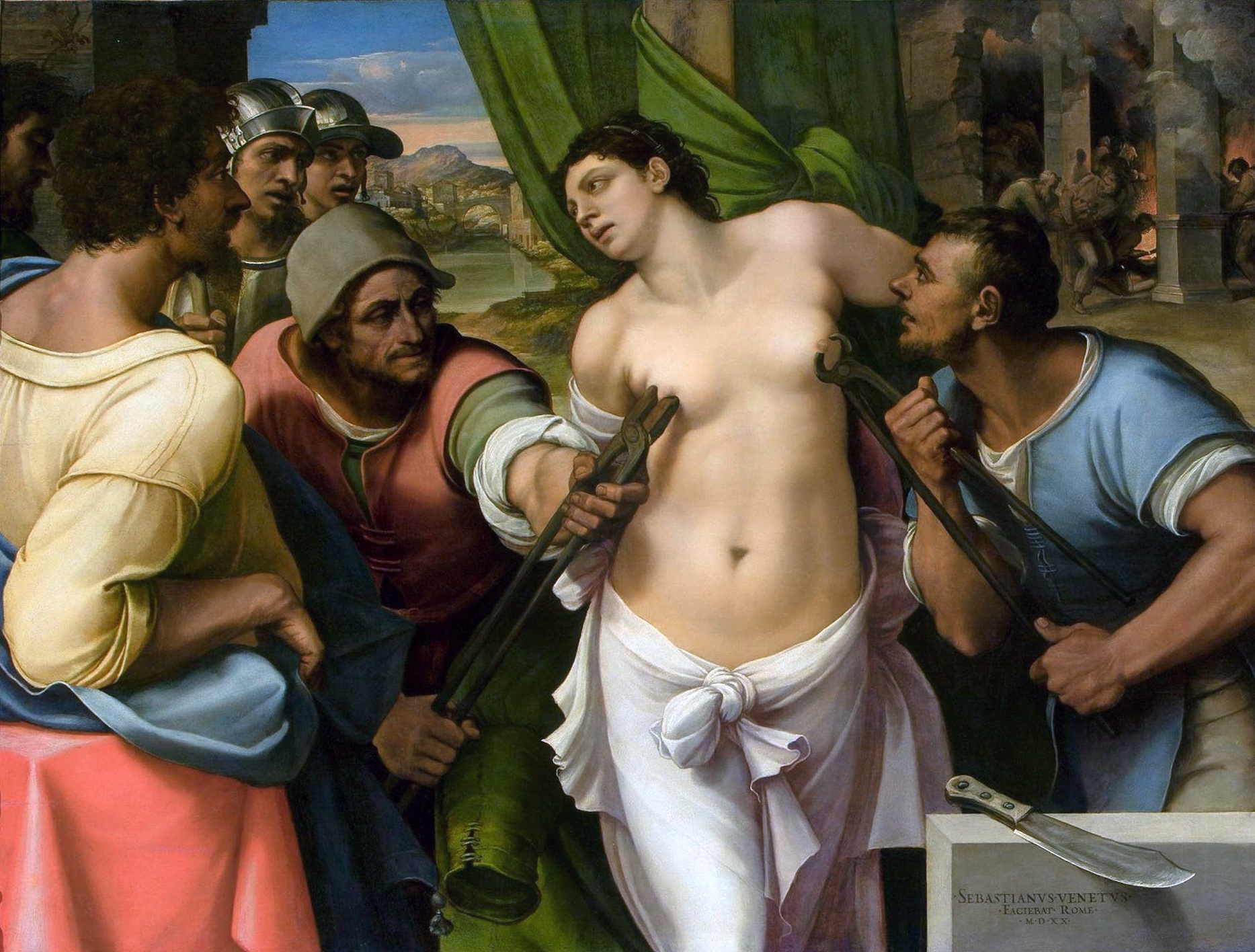
Martirio di sant'Agata, 1520, Firenze, Palazzo Pitti

Allo stesso periodo risale anche il Martirio di sant'Agata, ricordato da Vasari: «Fece per il cardinale d'Aragona, in un quadro, una bellissima S. Agata ignuda e martirizata nelle poppe, che fu cosa rara. Il qual quadro è oggi nella guardaroba del signor Guidobaldo duca d'Urbino, e non è punto inferiore a molti altri quadri bellissimi che vi sono di mano di Raffaello da Urbino, di Tiziano e d'altri». Vasari confuse il cardinale d'Aragona con il cardinale Ercole Rangoni, diacono di sant'Agata, vero committente del dipinto, che appare molto lontano dalla cultura pittorica veneta e quasi irreale, nelle superfici lisce e nel ritmo compositivo delle figure che danno al martirio un'impressione di algido balletto.

### La Flagellazione e il Sacco
Il 6 settembre 1521 comunicò a Michelangelo di voler dipingere a olio il muro della cappella Borgherini di San Pietro in Montorio la Flagellazione che lo terrà occupato ancora per qualche anno; concluse anche la Visitazione per la regina di Francia, oggi al Louvre. Il 19 novembre 1523 venne eletto papa, col nome di Clemente VII, Giulio de' Medici.

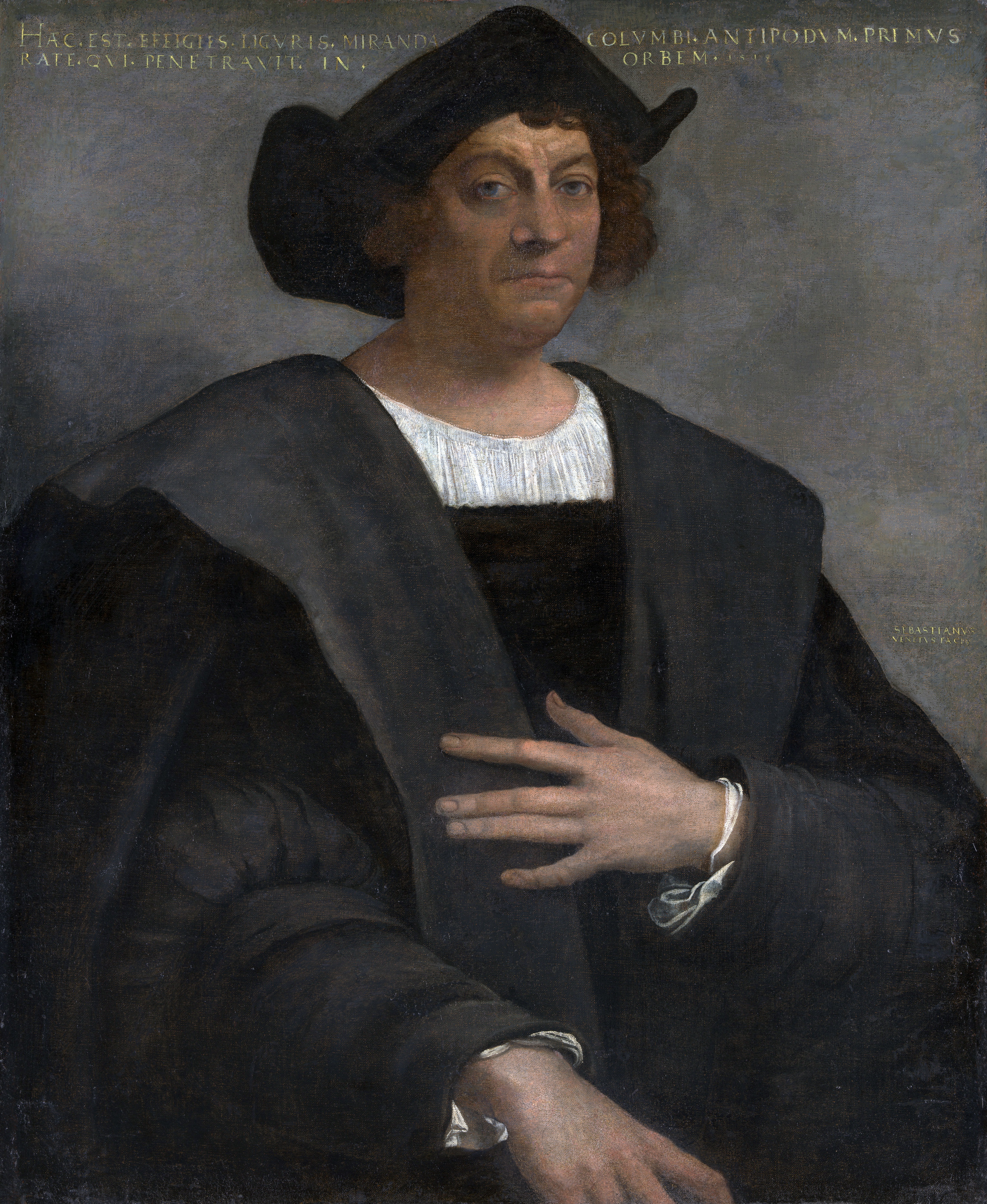
Cristoforo Colombo, 1519, New York, Metropolitan

Nel marzo 1524 la decorazione della cappella Borgherini fu finalmente conclusa: «il Cristo alla colonna, che fece in San Piero a Montorio, infino ad ora non ha mai mosso et ha la medesima vivezza e colore che il primo giorno: perché usava costui questa così fatta diligenza, che faceva l'arricciato grosso della calcina con mistura di mastice e pece greca, e quelle insieme fondate al fuoco e date nelle mura, faceva poi spianare con una mescola da calcina fatta rossa, o vero rovente, al fuoco. Onde hanno potuto le sue cose reggere all'umido e conservare benissimo il colore senza farli far mutazione». Si è identificato, in un piccolo foglio con un Cristo alla colonna di Michelangelo, oggi al British Museum, l'originale da cui Sebastiano trasse suoi propri disegni per l'olio su intonaco della chiesa romana. Il successo di questa opera, una delle sue più note, gli valse una vasta eco, e monsignor Botonti, che dieci anni prima gli aveva commissionato la Pietà di Viterbo, gli chiese una copia, eseguita nel 1525 e conservata nel Museo dei Portici di Viterbo.
Sempre al 1525 è riferibile il Ritratto di Anton Francesco degli Albizzi di Houston; dell'anno successivo sono i ritratti di Andrea Doria, di Clemente VII e di Pietro Aretino: «lo fece sì fatto che, oltre al somigliarlo, è pittura stupendissima per vedervisi la differenza di cinque o sei sorti di neri che egli ha addosso: velluto, raso, ermisino, damasco e panno, et una barba nerissima sopra quei neri, sfilata tanto bene che più non può essere il vivo e naturale. Ha in mano questo ritratto un ramo di lauro et una carta dentrovi scritto il nome di Clemente Settimo e due maschere inanzi, una bella per Virtù e l'altra brutta per il Vizio. La quale pittura Messer Pietro donò alla patria sua, et i suoi cittadini l'hanno messa nella sala publica del loro consiglio, dando così onore alla memoria di quel loro ingegnoso cittadino e ricevendone da lui non meno».
Durante il Sacco di Roma, nel maggio 1527 Sebastiano si rifugiò dapprima in Castel Sant'Angelo; nel marzo del 1528 venne ricordato a Orvieto e nel giugno fu a Venezia, dove l'11 agosto procurò la dote per la sorella Adriana e poi fu testimone alle nozze del pittore Vincenzo Catena. Fra molte esitazioni tornò a Roma alla fine di febbraio 1529: della fine di quest'anno dovrebbe essere il Cristo portacroce del Prado, visto quasi frontalmente a tre quarti di figura, in una composizione spoglia e con larghe zone d'ombra, in sintonia col nuovo clima spirituale venuto a crearsi col Sacco e precorrendo la pittura sacra dell'epoca del Concilio di Trento.

### Frate piombatore

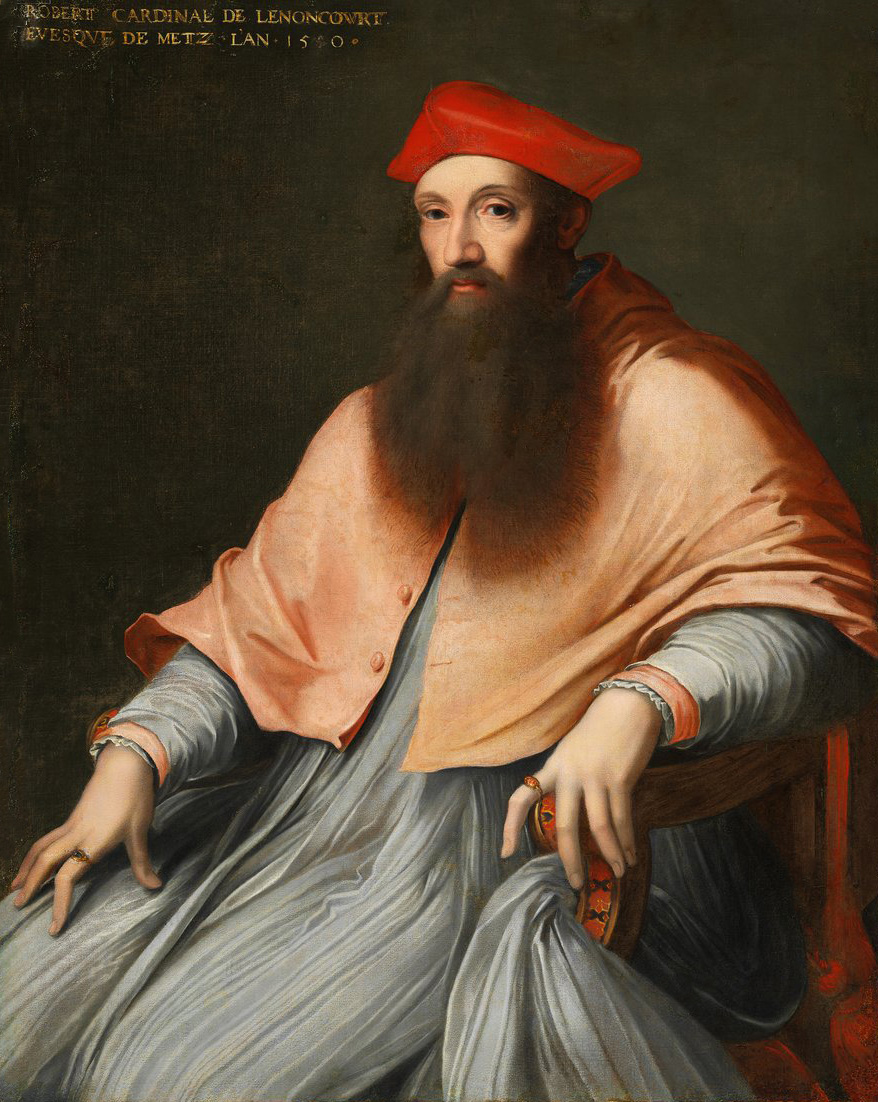
Ritratto del cardinale Reginald Pole, ca 1537, San Pietroburgo, Ermitage

Il 24 febbraio 1531 scrisse a Michelangelo che «io mi son ridotto a tanto che potria ruinar l'universo che non me ne curo e me ne rido d'ogni cossa [...] Ancora non mi par esser quel Bastiano che io era inanti al sacco: non posso tornar in cervello ancora». In quello stesso anno ottenne la carica - da cui deriverà il nome "del Piombo" - di piombatore pontificio, ossia di guardasigilli delle bolle e delle lettere apostoliche, con l'obbligo di indossare la tonaca di frate: «se me vedessi frate», scrisse a Michelangelo, «credo certo ve la rideresti. Io sono il più bel fratazo di Roma. Cossa in vero non credo pensai mai». E all'Aretino: «Hora che Nostro Signor m'ha fatto frate, non vorria ve desti a intendere che la frataria m'habbi guastato. Et che non sia quel medesimo Sebastiano pittore buon compagno, che per il passato io son sempre stato [...] et dite al Sansovino che a Roma si pesca offitj, piombi, capelli ["cappelli cardinalizi"] et altre cose [...] ma a Venetia si pesca anguele e menole e masenette».
Nel 1534 si ruppe l'amicizia tra Sebastiano e Michelangelo; scrive Vasari che «avendosi a dipigner la faccia della cappella del Papa, dove oggi è il Giudizio di esso Buonarroto, fu fra loro alquanto di sdegno, avendo persuaso fra' Sebastiano al papa che la facesse fare a Michelagnolo a olio là dove esso non voleva farla se non a fresco. Non dicendo dunque Michelagnolo né sì, né no et acconciandosi la faccia a modo di fra' Sebastiano, si stette così Michelagnolo, senza metter mano all'opera, alcuni mesi; ma essendo pur sollecitato, egli finalmente disse che non voleva farla se non a fresco, e che il colorire a olio era arte da donna e da persone agiate et infingarde, come fra' Bastiano; e così gettata a terra l'incrostatura fatta con ordine del frate, e fatto arricciare ogni cosa in modo da poter lavorare a fresco, Michelagnolo mise mano all'opera, non si scordando però l'ingiuria che gli pareva avere ricevuta da fra' Sebastiano, col quale tenne odio quasi fin alla morte di lui».
Al Luciani è prevalentemente attribuito il Ritratto del cardinale Reginald Pole, ma con le autorevoli eccezioni del Longhi e dello Zeri, che lo danno a Perin del Vaga, in virtù dell'intellettualistico raffaellismo del dipinto.
Solo nel 1540 finisce la Pietà, ora a Siviglia, commissionata da Ferrante Gonzaga nel 1533 per farne dono a Francisco de los Cobos, cancelliere dell'imperatore Carlo V.
Ancora intorno al 1540, secondo la moderna critica, «condusse con gran fatica [...] al patriarca d'Aquilea un Cristo che porta la croce, dipinto in pietra dal mezzo in su, che fu cosa molto lodata, e massimamente nella testa e nelle mani, nelle quali parti era Bastiano veramente eccellentissimo». La citazione del Vasari è stata ricondotta al Cristo portacroce di Budapest. È una figura rappresentata con la massima essenzialità - manca anche la corona di spine - come a voler offrire la raffigurazione del dolore in sé stesso, universale perché colto nella sola espressione della sofferenza; il Cristo, tutt'uno con la croce, emerge violentemente dallo spazio buio e amplificato, protendendo le dita nervose davanti agli occhi dello spettatore. Per Federico Zeri, vi è «un senso di gravezza asciutta e dolorosa, un concentrarsi sul tema sacro con intenti inequivocabilmente meditativi, che segnano un distacco ben risoluto dalla libera idealizzazione formale dei suoi dipinti giovanili».
Negli ultimi anni la sua produzione pittorica rallentò fortemente, facendo slittare di molti anni la consegna delle commissioni, e solo in seguito a ripetuti solleciti (come nel caso della Pietà di Úbeda). Ciò è dovuto all'indolenza che ormai poteva permettersi di assecondare (come gli rimproverò più volte Vasari), forte del suo stipendio fisso come piombatore. Gli ultimi anni furono dunque per lo più inoperosi dal punto di vista artistico. Nel testamento del 1º gennaio 1547 nominò come eredi il figlio Giulio e i suoi discendenti, chiedendo di essere sepolto in Santa Maria Maggiore senza pompa. Il 21 giugno di quell'anno spirò nella sua casa presso la basilica di Santa Maria del Popolo, dove infine fu sepolto. Restavano nel suo studio un San Michele che abbatte il demonio e alcuni ritratti di papa Clemente VII, oltre ad almeno uno di Giulia Gonzaga.
Sulla sua morte chiosò Vasari, tra l'amaro e il polemico, che "non fece molta perdita l'arte, perché subito che fu vestito frate del Piombo si potette egli annoverare fra i perduti".

## La fortuna critica

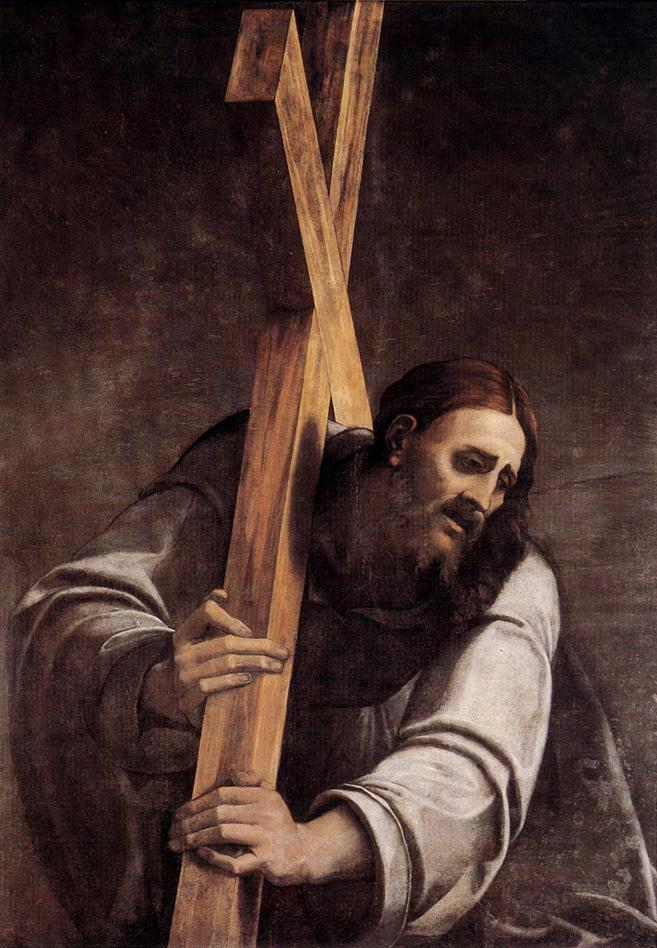
Cristo portacroce, ca 1540, Budapest, Szépmuvészeti Museum

Fu lodato dall'Ariosto, «Bastiano [...] ch'onora [...] Venezia», dal Michiel, dall'Aretino, «Sebastiano Pittor miracoloso», dal Biondo, «pereua pengendo di superar la natura», e dal Vasari che, a parte Michelangelo, secondo lui irraggiungibile, e con le sue note riserve sull'indole del veneziano, considera Sebastiano alla pari di Raffaello e Tiziano e, dopo la morte del Sanzio, il più grande pittore di Roma: i contemporanei non ebbero dunque dubbi sulla grandezza del pittore, con l'eccezione del Dolce, il biografo di Tiziano, il quale scrisse che «Bastiano non giostrava di pari con Rafaello, se bene haveva in mano la lancia di Michel'Agnolo: e questo, perché egli non la sapeva adoperare: e molto meno con Tiziano».
Poco di lui si scrive nel Seicento; nel Settecento il veneziano Zanetti ne individua le radici formative: «Non vi fu, dopo Tiziano, chi s'accostasse più al colorito e alla forza del carattere Giorgionesco, quanto questo Pittore [...] serbando la dovuta misura, giunse a dipingere assai saporitamente con forza e rilievo sulle vere vie di Giorgione; onde molto onore a lui venne. E non in Venezia solamente, ma anche in Roma, dove recò quel nuovo e bel modo di colorire».
L'Ottocento è secolo di ricerche documentarie e filologiche ma anche del giudizio secondo il quale Sebastiano è un eclettico e diviso in due netti periodi distinti, quello veneziano, giorgionesco, e quello romano, ove è seguace di Raffaello e di Michelangelo: «educato alla Scuola veneziana, poco dopo il suo arrivo a Roma andò gradualmente perdendo la sua originalità, imitando quasi servilmente il Buonarroti e il Sanzio. La sua massima, disegno di Michelangelo e colore di Tiziano, fu trasportata a Venezia e, divenuta quasi un adagio volgare, videsi posta sulla porta del Tintoretto» (Cavalcaselle)
Nel Novecento si assiste alla ripresa degli studi sull'opera e sulla personalità del Luciani: il Fiocco ne rifiuta la nozione eclettica: «non trasse dai vari stili [...] una maniera ibrida e priva di sincerità, ma ispirandosi ad essi, seppe essere geniale ed eminentemente evolutivo. L'eclettismo non era allora nemmeno una formulazione retorica. Passare dallo stile caldo e pastoso veneziano al preciso disegnar fiorentino, smorzare lentamente le luminosità delle tinte per chiedere alle sole risorse del chiaroscuro quello che più leggermente aveva ottenuto con un certo fiammeggiar di colori, non è da pittore privo di energie e di doti originali».
Per il Pallucchini, Sebastiano mancò di fantasia inventiva: «sentì impellente l'esigenza di appoggiarsi a visioni già concretate da altri artisti, filtrandole attraverso il vaglio di una sensibilità critica quanto mai vivace [...] naturalmente il punto di arrivo è ben lontano e differenziato da quello di partenza [...] in Sebastiano l'espressione artistica è interpretazione già risolta e scontata con una volontà coscientissima di un proprio linguaggio autonomo e personale: il procedimento è quindi tipicamente manieristico [...] l'abusato pregiudizio di un Sabastiano che seppe conciliare Venezia con Roma deve essere pertanto risolto su un piano logico e individuale di un iniziale contrasto di tendenze tra l'artista e l'ambiente, che si placa nel momento in cui questo venga a significare clima culturale più propizio al suo temperamento ».
Lo Zeri e l'Argan, infine, individuano in lui il pittore che, facendo da ponte fra Raffaello e Michelangelo, traspone «gli effetti luminosi dal piano delle emozioni sensorie al piano delle commozioni morali, anzi di quella commozione religiosa in cui soltanto, per la mistica del tempo, le verità della fede si rivelano all'intelletto [...] il primo indizio dell'orientarsi dell'arte verso gli ideali religiosi della Controriforma».

## Opere

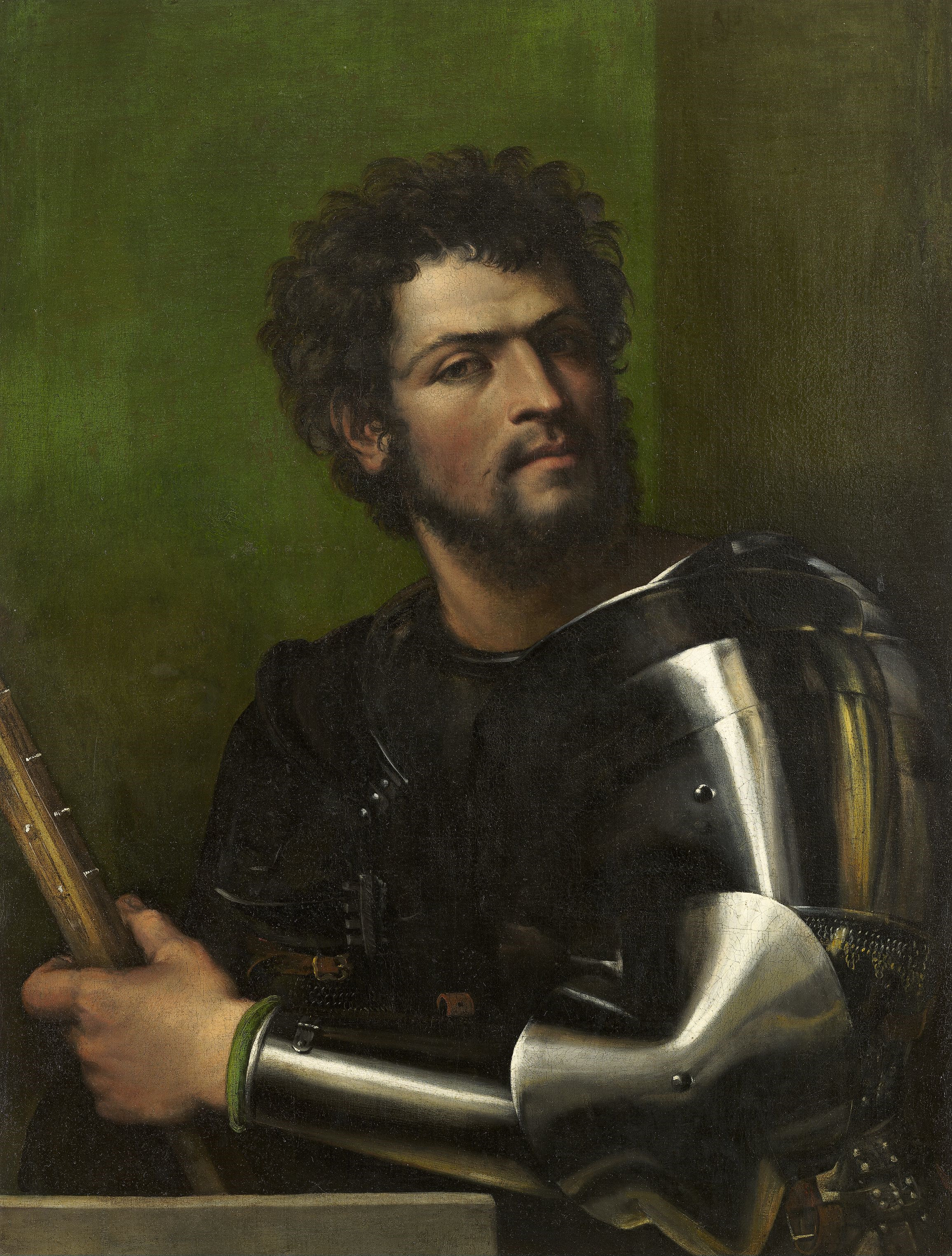
Uomo in arme, Hartford, Wadsworth Atheneum, 1520/30.

- Ritratto di giovane donna (attr.), 1506 circa, olio su tavola, 52×43 cm, Budapest, Szépművészeti Múzeum
- Idillio campestre (attr.), 1508 circa, olio su tavola, 78×76 cm, collezione privata, Compton Wynyates, Warwickshire
- Cerere (attribuito), 1508 circa, olio su tavola, 70×54 cm, Berlino, Gemäldegalerie
- Ritratto di giovane con pelliccia (attr.), 1508 circa, olio su tavola, 69×54 cm, Monaco, Alte Pinakothek
- Giudizio di Salomone (attr.), 1505-1510 circa, olio su tavola, 208×318 cm, collezione privata, Kingston Lacy, Dorsetshire
- Ante d'organo con santi, 1509 circa, olio su tela, 293×137 cm ciascuna, Venezia, Gallerie dell'Accademia
- Ritratto di pastore con flauto, 1509 circa, olio su carta, 48×37 cm, collezione privata, Bowood Castle, Wiltshire
- Pala di San Giovanni Crisostomo, 1510-1511, olio su tela, 200×165 cm, Venezia, chiesa di San Giovanni Grisostomo
- Salomè con la testa del Battista, 1510, olio su tavola, 55×44 cm, Londra, National Gallery
- Ritratto di donna come vergine saggia, 1510, olio su tavola, 53×46 cm, Washington, National Gallery of Art
- Nascita di Adone, 1510 circa, La Spezia, Museo civico Amedeo Lia
- Morte di Adone, 1510 circa, La Spezia, Museo civico Amedeo Lia
- Lunette e Polifemo nella Sala di Galatea, 1511, Roma, Villa della Farnesina
- Adorazione dei pastori, 1511, olio su tavola, 124×161 cm, Cambridge, Fitzwilliam Museum
- Prelato, 1512, olio su tela, 70×51 cm, Venezia, Fondazione Giorgio Cini
- Triplo ritratto, 1510, olio su tela, 84×69 cm, Detroit, Institute of Arts
- Morte di Adone, 1512, olio su tela, 189×285 cm, Firenze, Uffizi
- Ritratto del cardinale Ferry Carondolet e del suo segretario, 1512, olio su tavola, 112×87 cm, Madrid, Museo Thyssen Bornemisza
- Ritratto di donna, 1512, olio su tavola, 66×53 cm, Firenze, Uffizi
- Dorotea, 1513 circa, olio su tavola, 76×60 cm, Berlino, Gemäldegalerie
- Ritratto d'uomo, 1515 circa, olio su tavola, 115×94 cm, Budapest, Szépművészeti Múzeum
- Ritratto del cardinale Antonio Ciocchi Del Monte, 1515 circa, olio su tela, 88×69 cm, Dublino, National Gallery of Ireland
- Madonna con il bambino e due evangelisti, 1515, olio su tela, 73×127 cm, collezione privata di Sorino De Luca, Canada
- Ritratto di Francesco Arsilli, 1516, olio su tela, 85 x 69 cm, Ancona, Pinacoteca civica Francesco Podesti
- Deposizione, firmata e datata 1516, 260×193 cm, olio su tavola, San Pietroburgo, Ermitage
- Ritratto del cardinale Bandinello Saulo, del segretario e di due geografi, 1516, olio su tavola, 122×150 cm, Washington, National Gallery of Art
- Pietà, 1516-1517 circa, olio su tavola, 270×225 cm, Viterbo, Museo dei Portici
- Ritratto di violinista, 1518, olio su tavola, 68×53 cm, Parigi, collezione Rothschild
- Decorazioni, 1516-1524, affresco e olio, Roma, San Pietro in Montorio, cappella Borgherini
- Resurrezione di Lazzaro, 1518-1519, firmato, olio su tavola, 381×289 cm, Londra, National Gallery
- Sacra famiglia con san Giovanni e un donatore, 1519 circa, olio su tavola, 98×107 cm, Londra, National Gallery
- Ritratto di umanista, 1519, olio su tavola, 135×101 cm, Washington, National Gallery of Art,
- Ritratto di Cristoforo Colombo, firmato e datato 1519, olio su tela, 107×88 cm, New York, Metropolitan Museum
- Martirio di sant'Agata, firmato e datato 1520, olio su tavola, 107×175 cm, Firenze, Galleria Palatina
- Ritratto di donna, oppure Ritratto di Vittoria Colonna, 1520-25, olio su tavola, 96×72,5 cm, Barcellona, Museu Nacional d'Art de Catalunya
- Uomo in arme, 1520-30, olio su tela, 87,5x67,3 cm, Hartford, Wadsworth Atheneum[7]
- Madonna del Velo, 1520 circa, olio su tavola, 120×92 cm, firmato, Praga, Národní galerie
- Visitazione, firmato e datato 1521, olio su tavola, 168×132 cm, Parigi, Louvre
- Flegellazione, 1524 circa, olio su tavola, 250×178 cm, Viterbo, Museo dei portici
- Ritratto di Andrea Doria, 1526, olio su tavola, 153×107 cm, Genova, Palazzo del Principe
- Ritratto di Clemente VII, 1526, olio su tela, 145×100 cm, Napoli, Museo di Capodimonte
- Ritratto di Pietro Aretino, 1527 circa, olio su tela, 155×110 cm, Arezzo, Palazzo comunale
- Ritratto di Clemente VII con la barba, 1528 circa, olio su lavagna, 50×34 cm, Napoli, Museo di Capodimonte
- Cristo portacroce e il cireneo, 1529 circa, olio su tela, 121×100 cm, Madrid, Prado
- Natività della Vergine iniziata nel 1530, terminata dal Salviati, olio su lastra di pietra, Roma, Santa Maria del Popolo
- Cristo al Limbo, 1530 circa, olio su tavola, 226×114 cm, Madrid, Museo del Prado
- Ritratto di Clemente VII, 1532 circa, olio su tela, 92×74 cm, Vienna, Kunsthistorisches Museum
- Ritratto della contessa Giulia Gonzaga, 1532, olio su tela, Kiel, collezione privata Mantius
- Paolo III con un nipote, 1534 circa, olio su ardesia, Parma, Galleria nazionale
- Madonna del Velo, 1535 circa, olio su ardesia, 118×88 cm, Napoli, Museo di Capodimonte
- Ritratto del cardinale Rodolfo Pio da Carpi, 1537 circa, olio su tela, 71×55 cm, Vienna, Kunsthistorisches Museum
- Cristo portacroce, 1537 circa, firmata, olio su ardesia, 105×74 cm, San Pietroburgo, Ermitage
- Visitazione, dal 1538, incompiuto, olio su intornaco trasferito su tela, collezione privata, Alnwick Castle
- Cristo portacroce, 1540 circa, olio su ardesia, 157×118 cm, Budapest, Szépművészeti Múzeum
- Pietà, 1541, olio su ardesia, Madrid, Museo del Prado
- Cristo portacroce e la Madonna, 1542 circa, olio su tela, 162×106 cm, Roma, Galleria Borghese
- Autoritratto, dipinto documentato nella raccolta di Antonio Lucchesi-Palli della galleria di Palazzo Campofranco di Palermo.[8][9]